# Zábiedovo
Zábiedovo é um município da Eslováquia, situado no distrito de Tvrdošín, na região de Žilina. Tem 17,97 km² de área e sua população em 2018 foi estimada em 856 habitantes.

## Demografia
| Ano:        | 1994 | 2004   | 2014   | 2024    |
| ----------- | ---- | ------ | ------ | ------- |
| Broj ljudi: | 743  | 786    | 825    | 978     |
| Razlika:    |      | +5,78% | +4,96% | +18,54% |

| Ano:               | 2023 | 2024   |
| ------------------ | ---- | ------ |
| Número de pessoas: | 952  | 978    |
| Diferença:         |      | +2,73% |